# A Sudden Glimpse to Deeper Things
A Sudden Glimpse to Deeper Things ist ein britischer Essayfilm von Mark Cousins aus dem Jahr 2024.

## Inhalt
Wilhelmina Barns-Graham war eine der bedeutendsten britischen Malerinnen. Im Jahr 1949 hat sie auf dem Grindelwaldgletscher eine Epiphanie und malt fortan nur noch den Gletscher.

## Produktion
Die Idee für den Film kam dem Künstler und Filmemacher Mark Cousins, als er eine Ausstellung über Barns-Graham in Edinburgh kuratierte. Der Filmtitel ist ein Zitat der Künstlerin, mit dem sie ihr Erweckungserlebnis beschrieb. Sie wird über den Film hinweg von Tilda Swinton vertont.
Der Film feierte auf dem Karlovy Vary International Film Festival im Juli 2024 Premiere und gewann den Crystal Globe. Danach lief er bei weiteren Filmen, unter anderem dem DOK.fest München 2025, wo der Filmeditor Timo Langer den DOK.edit-Award gewann.

## Rezeption

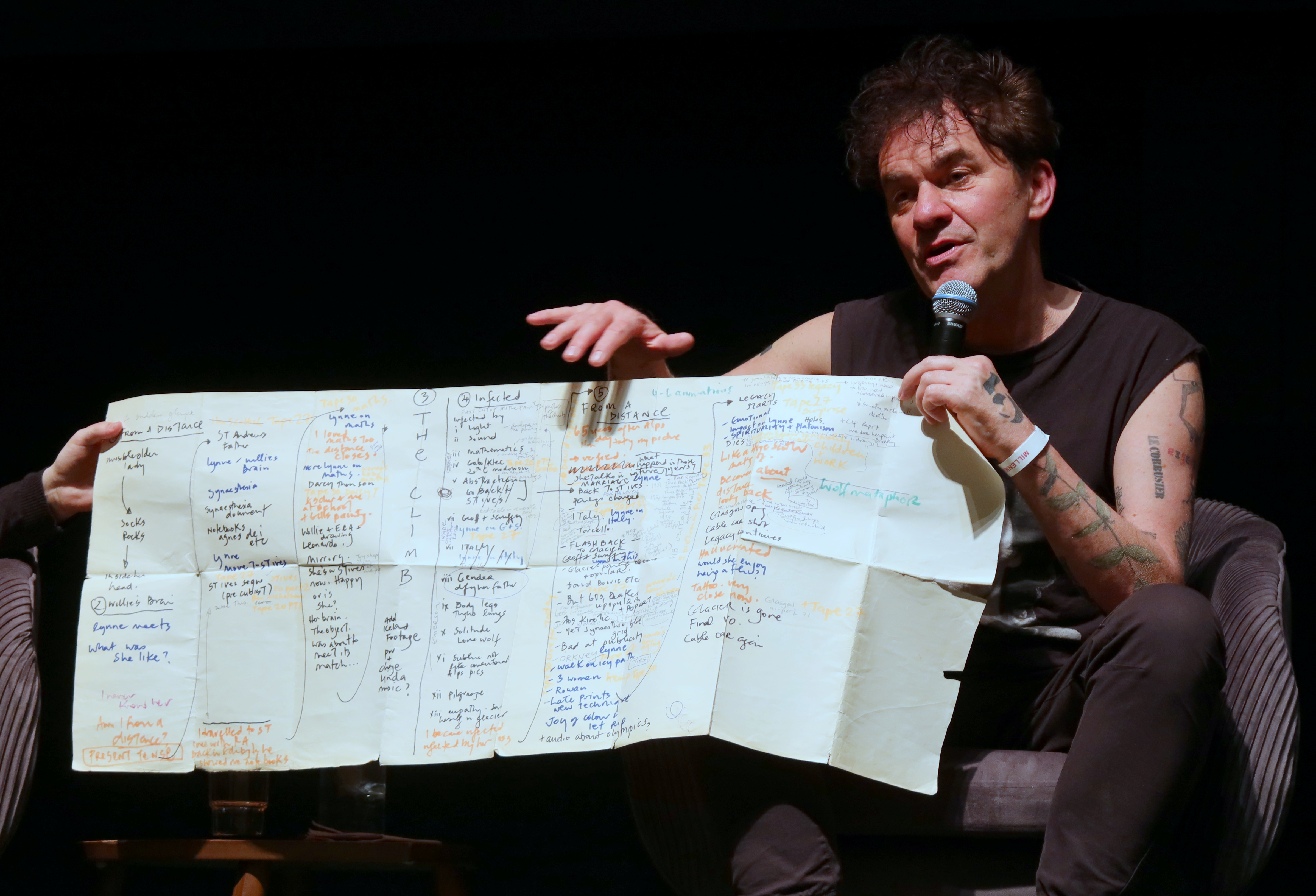
Regisseur Mark Cousins erklärt eine Visualisation des Skriptes (2025)

Peter Bradshaw bei The Guardian: „Bezeichnenderweise streut Cousins einen Hauch von eigenwilliger Erfindung ein; er stellt sich vor, was Barns-Graham dachte, während er einige ihrer Arbeiten auf dem Bildschirm aufblitzen ließ, und entwirft sogar eine Art Dialog zwischen ihrem jüngeren und älteren Ich. [...] Auch hier könnte nur Cousins damit durchkommen – und er tut es aufgrund seiner echten, überwältigenden Begeisterung über ihre Arbeit; ähnlich vielleicht wie die überdrehte Euphorie, die er Barns-Graham auf dem Gletscher erleben lässt.“
Guy Lodge für Variety: „A Sudden Glimpse to Deeper Things  zeigt auf berührende Weise, wie wir eine sehr persönliche Beziehung zu Kunstwerken von Menschen aufbauen können, die wir nie gekannt haben, ob sie nun gefeiert wurden oder nicht. Das gibt dem Film die Freiheit für eine Vielzahl unerwarteter Blickwinkel - einschließlich einer nachdenklichen Tangente, die sogar noch eine größere Ausdehnung hätte vertragen können, über den Klimawandel und das physische Verschwinden von Landschaften, die einst solch abstrakte Schönheit inspirierten. An einer Stelle fragt Cousins einen Biographen von Barns-Graham (die 2004 im Alter von 91 Jahren starb), ob sie einen Film über sich selbst begrüßt hätte, nur um dann zu hören, dass die Künstlerin wahrscheinlich mehr Mitspracherecht beim Inhalt gewünscht hätte. Kein Künstler kann sein Vermächtnis kontrollieren, und so lädt uns Cousins seinerseits ein, seinen bewegenden, ansteckend obsessiven Film zu lesen, wie wir wollen.“

## Auszeichnungen
- 2024: Karlovy Vary International Film Festival in der Kategorie Bester Film
- 2024: Athens International Film Festival in der Kategorie Bester Dokumentarfilm
- 2024: Torino-Film-Festival-Nominierung in der Kategorie Bester internationaler Dokumentarfilm[7]
- 2025: DOK.fest München: DOK.edit-Award für Timo Langer